# Milutin Uskoković
Milutin Uskoković (srbsky Милутин Ускоковић; 4. června 1884 Užice – 15. října 1915 Kuršumlija) byl srbský autor povídek a voják.

## Život
Narodil se 4. června 1884 ve městě Užice a zabil se 15. října 1915 ve městě Kuršumlija v jižním Srbsku, když se stal svědkem tragického ústupu srbské armády. V jeho dopisu na rozloučenou stojí: „Nemohu už déle snášet zkázu své vlasti!“
V roce 1910 absolvoval právnickou fakultu Ženevské univerzity a získal titul doktora práv.
Podobně jako Veljko Miličević i on mísil beletrii s publicistikou. Působil jako válečný zpravodaj v srbské armádě v balkánských válkách a v první světové válce. Do žurnalistiky i beletrie vnesl neobyčejně bohatou a pestrou průpravu.
Jako prozaik a autor povídek se dopracoval k určitým teoriím o smyslu a hodnotě beletrie, které vyložil v posmrtně sebraných esejích. Napsal díla „Crtice“ (1901), básně v próze „Pod životom“ (1905) a „Vitae freagmenta“ (1908). Jeho povídky „Kad ruže cvetaju“ (1911) se poprvé objevily v časopisech. Poté následovaly dva romány: „Čedomir Ilić“, vydaný v roce 1914, a „Došljaci“, vydaný posmrtně v roce 1919.

## Díla
- Pod životom : crtice, pesme u prozi, pesme, članci o književnosti, 1905
- Vitae fragmenta,1908
- Došljaci, 1910
- Kad ruže cvetaju, 1912
- Les traites d Union douaniere en droit international, 1910
- Čedomir Ilić, 1914
- Dela, 1932
- Usput, 1978